# Toarcium
| ❮ | System  | Serie      | Stufe         | ≈ Alter (mya) |
| ❮ | später  | später     | später        | jünger        |
| - | ------- | ---------- | ------------- | ------------- |
| ❮ | J u r a | Oberjura   | Tithonium     | 145 ⬍ 152,1   |
| ❮ | J u r a | Oberjura   | Kimmeridgium  | 152,1 ⬍ 157,3 |
| ❮ | J u r a | Oberjura   | Oxfordium     | 157,3 ⬍ 163,5 |
| ❮ | J u r a | Mitteljura | Callovium     | 163,5 ⬍ 166,1 |
| ❮ | J u r a | Mitteljura | Bathonium     | 166,1 ⬍ 168,3 |
| ❮ | J u r a | Mitteljura | Bajocium      | 168,3 ⬍ 170,3 |
| ❮ | J u r a | Mitteljura | Aalenium      | 170,3 ⬍ 174,1 |
| ❮ | J u r a | Unterjura  | Toarcium      | 174,1 ⬍ 182,7 |
| ❮ | J u r a | Unterjura  | Pliensbachium | 182,7 ⬍ 190,8 |
| ❮ | J u r a | Unterjura  | Sinemurium    | 190,8 ⬍ 199,3 |
| ❮ | J u r a | Unterjura  | Hettangium    | 199,3 ⬍ 201,3 |
| ❮ | früher  | früher     | früher        | älter         |

Das Toarcium (seltener auch Toarc oder Toarcien) ist in der Erdgeschichte eine chronostratigraphische Stufe des Unterjura. Geochronologisch wird dieser Zeitraum in etwa von 182,7 Millionen bis vor 174,1 Millionen Jahren datiert. Dabei wird der Beginn des Toarciums (vor 182,7 Ma) mit einer Unsicherheit von ±0,7 Ma, das Ende des Toarciums (vor 174,1 Ma) mit einer Unsicherheit von ±1,0 Ma angegeben. Auf das Zeitintervall des Toarciums folgt das Aalenium, das Toarcium selbst folgt auf das Pliensbachium.

## Namensgebung und Geschichte
Das Toarcium wurde nach der französischen Stadt Thouars benannt. Thouars liegt auf halbem Weg zwischen Angers und Poitiers. Im Jahr 1842 bestimmte Alcide Dessalines d’Orbigny in einem Steinbruch nahe bei Thouars diese Stufe.

## Definition und GSSP
Die stratigraphische Bestimmung des Toarciums beruht auf der Gruppe der Ammoniten. Der Beginn des Toarciums wird durch das Auftreten der Ammonitengattung Eodactylites  definiert. Das Ende wird durch das Auftreten der Gattung Leioceras festgelegt. Der GSSP („Global Stratotype Section and Point“ entspricht etwa einem Typprofil) der Grenze Pliensbachium/Toarcium liegt jetzt bei Peniche in Portugal.

## Untergliederung des Toarciums
Das Toarcium wird im tethyalen Bereich in die folgenden Ammoniten-Biozonen untergliedert:
- Aalensis-Zone nach Pleydellia aalensis
- Pseudoradiosa-Zone nach Dumortieria pseudoradiosa
- Dispansum-Zone nach Phlyseogrammoceras dispansum
- Thouarsense-Zone nach Grammoceras thouarsense
- Variabilis-Zone nach Haugia variabilis
- Bifrons-Zone nach Hildoceras bifrons
- Serpentinum-Zone nach Harpoceras serpentinum
- Tenuicostatum-Zone nach Dactylioceras tenuicostatum